# 茨城県道127号谷田部小張線

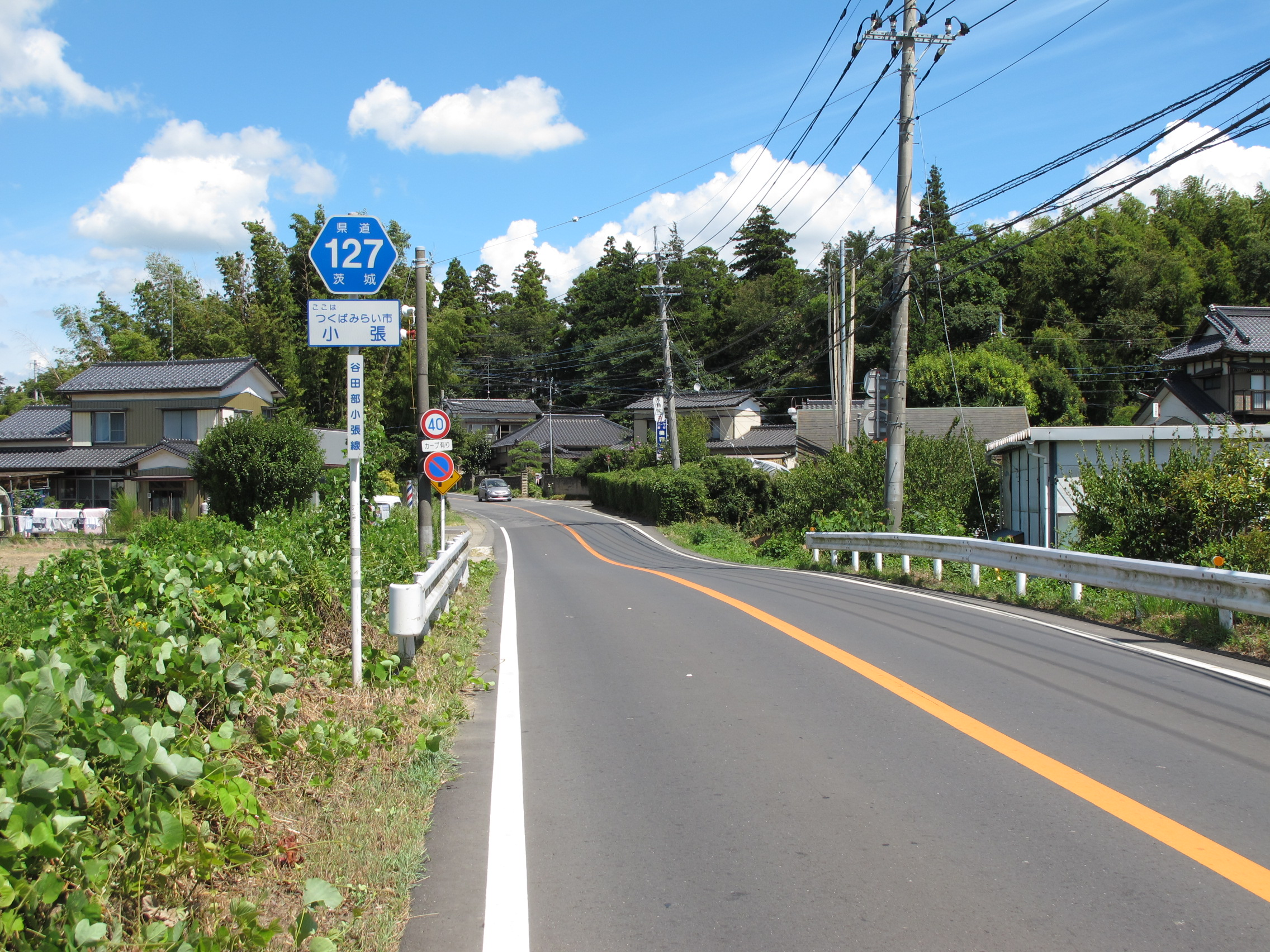
茨城県道127号谷田部小張線
つくばみらい市小張（2012年8月）

茨城県道127号谷田部小張線 （いばらきけんどう127ごう やたべおばりせん）は、茨城県つくば市谷田部からつくばみらい市小張に至る一般県道である。

## 概要
つくば市谷田部の中心市街地から南下し、つくばみらい市小張の小張丁字路に至る幹線道路。起点・つくば市谷田部 - つくばみらい市のみらい平地区までの路線の半分以上の区間は、茨城県道3号つくば野田線と重複するため、単独経路（実延長区間）は、みらい平地区のつくば野田線分岐 - 終点・小張丁字路の約2kmの県道である。

### 路線データ
- 起点：茨城県つくば市谷田部1941番の1地先（茨城県道3号つくば野田線上、旧国道354号交点）[1]
- 終点：茨城県つくばみらい市小張2655番の1地先（茨城県道46号野田牛久線交点、小張丁字路）[1]
- 支線：茨城県つくば市谷田部532番地先（茨城県道3号交点）～茨城県つくば市谷田部3381番地先（茨城県道210号谷田部藤代線交点）
- 総延長：5.656 km[2]
- 重用延長：3.486 km[2]
- 未供用延長：なし[2]
- 実延長：2.170 km[2]
- 自動車交通不能区間延長[注釈 1]：なし[2]

## 歴史
1977年（昭和52年）2月14日、前身にあたる県道谷田部守谷線（筑波郡谷田部町 - 北相馬郡守谷町、整理番号147）の一部が、主要地方道牛久守谷線（整理番号54）への昇格によって同路線が廃止されることに伴って、その残存区間をもって、起点を筑波郡谷田部町（現つくば市）、終点を筑波郡伊奈村（現つくばみらい市）大字小張とする県道谷田部小張線（整理番号147）として路線認定された。その後、1995年（平成7年）3月30日に茨城県道の路線再編成が行われて整理番号127に変更されて現在に至る。

### 年表
- 1959年（昭和34年）10月14日
現在の路線の前身にあたる県道谷田部守谷線（筑波郡谷田部町 - 北相馬郡守谷町、図面対象番号88)が路線認定される[6]。
- 1977年（昭和52年）2月14日
  - 現在の路線として県道谷田部小張線（整理番号147）が路線認定される[4]。
  - 道路区域を、筑波郡谷田部町大字谷田部 - 筑波郡伊奈村大字小張（6.559 km）に決定する[1]。
  - 同時に、前身にあたる県道谷田部守谷線（筑波郡谷田部町 - 北相馬郡守谷町、整理番号147）を廃止[3]。
- 1979年（昭和54年）12月27日：常磐自動車道建設に伴い、筑波郡谷田部町大字谷田部地内の道路を付け替え供用開始[7]
- 1993年（平成5年）
  - 7月26日：筑波郡伊奈町大字小張地内（愛宕神社前の交差点）道路改良によりバイパス道（159 m）開通[8]。
  - 8月30日：筑波郡伊奈町大字小張地内（愛宕神社前の交差点）バイパス道開通を受けて、旧道（176 m）が指定解除される[9]。
- 1995年（平成7年）3月30日：整理番号147から現在の番号（整理番号127）に変更される[5]。
- 2020年（令和2年）4月1日
  - つくば市谷田部地内の一部を、通行する車両の総重量の最高限度25トンの道路に指定[10]。
  - つくば市谷田部地内の一部を、通行する車両の高さの最高限度が4.1メートルの道路に指定[11]。

## 重複区間
- 茨城県道3号つくば野田線（つくば市谷田部 - つくばみらい市陽光台：約4.9 km）

## 地理

### 通過する自治体
- 茨城県
  - つくば市 - つくばみらい市

### 交差する道路
- 茨城県道3号つくば野田線（つくば市谷田部起点～つくばみらい市陽光台）※重複
- 茨城県道210号谷田部藤代線（つくば市谷田部 不動前交差点、支線:つくば市谷田部 名称無し交差点）
- 茨城県道19号取手つくば線 新都市中央通り（つくば市飯田）
- 茨城県道211号高岡藤代線（つくばみらい市高岡 / つくば市片田 高岡交差点）
- 茨城県道46号野田牛久線（茨城県つくばみらい市小張、小張丁字路）

### 沿線
- つくばエクスプレス線みらい平駅（つくばみらい市陽光台）
- 愛宕神社（つくばみらい市小張）